# Cladocolea diversifolia
Cladocolea diversifolia är en tvåhjärtbladig växtart som först beskrevs av George Bentham, och fick sitt nu gällande namn av J. Kuijt. Cladocolea diversifolia ingår i släktet Cladocolea och familjen Loranthaceae. Inga underarter finns listade i Catalogue of Life.